# ستيفان فان دير لى
ستيفان فان دير لى (بالهولندية: Stefan van der Lei)‏ (5 مارس 1993 بخرونينغن في هولندا - ) هو لاعب كرة قدم هولندي في مركز حراسة المرمى. شارك مع منتخب هولندا تحت 21 سنة لكرة القدم. أما مع النوادي، فقد لعب مع نادي إيمن ونادي غرونينغن.

## روابط خارجية
- ستيفان فان دير لى على موقع قاعدة بيانات كرة القدم.إي يو (الإنجليزية)
- ستيفان فان دير لى على موقع Soccerway.com (الإنجليزية)
- ستيفان فان دير لى على موقع عالم كرة القدم.نت (الإنجليزية)
- ستيفان فان دير لى على موقع AS.com (الإسبانية)